# Itumbiara
Itumbiara es un municipio brasileño del estado de Goiás. Se localiza a una latitud de 18° 25' 12" Sur y a una longitud de 49° 13' 04" O, estando a 202 kilómetros de la ciudad de Goiânia, capital del estado. Tiene una población de 106.521 habitantes (estimativas IBGE/2008), una superficie de 918 km², lo que da una densidad demográfica de 80,1 hab./km².
El clima de Itumbiara puede ser clasificado como clima tropical de sabana (Aw), de acuerdo con la clasificación climática de Köppen.

## Ciudades hermanas
- Brasil - Quirinópolis
- Brasil - Rio Verde

- Datos: Q193350
- Multimedia: Itumbiara / Q193350